# Minster (Ohio)
Minster è un villaggio degli Stati Uniti d'America, situato nello stato dell'Ohio, diviso tra la contea di Auglaize e la contea di Shelby.